# Conseil d'Oberon
Le conseil d'Oberon (en anglais : Oberon Council) est une zone d'administration locale située dans l'État de Nouvelle-Galles du Sud en Australie.

## Géographie
La zone s'étend sur 3 659 km2 dans la région Centre-Ouest, sur un plateau à l'ouest de l'agglomération de Sydney. Elle comprend la ville d'Oberon, son chef-lieu, ainsi que les localités de Black Springs, Burraga, Edith, O'Connell et Shooters Hill.

## Démographie
| 2011  | 2016  | 2021  |
| ----- | ----- | ----- |
| 5 040 | 5 301 | 5 580 |

## Politique et administration
Le conseil comprend neuf membres élus pour un mandat de quatre ans, qui à leur tour élisent le maire et son adjoint pour deux ans. Lors des élections du 4 décembre 2021, neuf indépendants ont été élus.

### Liste des maires
| Période          | Période       | Identité       | Étiquette    | Qualité |
| ---------------- | ------------- | -------------- | ------------ | ------- |
| juillet 2015     | décembre 2021 | Kathy Sajowitz | Indépendante |         |
| 30 décembre 2021 | en cours      | Mark Kellam    | Indépendant  |         |

La zone est rattachée à la circonscription de Calare pour les élections fédérales et à celle de Bathurst pour les élections à l'Assemblée législative de Nouvelle-Galles du Sud.